# Monolanjärvi
Monolanjärvi är en sjö i Finland. Den ligger i kommunen Savitaipale i landskapet Södra Karelen, i den södra delen av landet, 170 km nordost om huvudstaden Helsingfors. Monolanjärvi ligger 78,1 meter över havet. Den är 2,27 meter djup. Arean är 93,8 hektar och strandlinjen är 8,54 kilometer lång. Sjön  ingår i Kymmene älvs huvudavrinningsområde. 